# Berchères-les-Pierres
 Berchères-les-Pierres  es una población y comuna francesa, en la región de  Centro, departamento de Eure y Loir, en el distrito de Chartres y cantón de Chartres-Sud-Est.

## Demografía
| 612 | 670 | 728 | 711 | 882 | 916 |
| Para los censos de 1962 a 1999 la población legal corresponde a la población sin duplicidades (Fuente: INSEE [Consultar]) |     |     |     |     |     |